# David Carabott
David Carabott (Melbourne, 18 de maio de 1968) é um ex-futebolista e treinador de futebol maltês nascido na Austrália que jogava como lateral-direito. É atualmente treinador do Marsa.

## Carreira
Carabott estreou no futebol em 1983, com apenas 15 anos, no Marsaxlokk, entretanto, foi apenas no ano seguinte que ele pode ter autorização para disputar partidas oficiais. Jogou até 1987 nos Blues (47 partidas e 15 gols)
Sua melhor fase foi no Hibernians, onde esteve por 12 temporadas entre 1987 e 2000, marcando 57 gols em 221 partidas (número alto para um lateral-direito) e foi bicampeão nacional em 1993–94 e 1994–95, além de ter vencido a Copa Maltesa de 1997–98 e a Supercopa em 1994.
Saiu do Hibernians em 2000 para atuar no Valletta, ficando por lá até 2003, quando retornou ao Marsaxlokk. No entanto, esta segunda passagem foi mais modesta que a primeira: em 26 partidas, Carabott fez apenas 3 gols.
Teve ainda um curto empréstimo no Għajnsielem, clube da ilha de Gozo (que possui uma liga independente), atuando também por Msida St. Joseph e Sliema Wanderers, regressando ao Għajnsielem em 2007, dessa vez com contrato em tempo integral.
Passou boa parte de 2008 sem clube, voltando à ativa no Balzan Youths, onde também inicia sua carreira como treinador. Aos 41 anos de idade, Carabott voltaria pela segunda vez ao Marsaxlokk (novamente acumulando as funções de jogador e técnico) e disputa apenas uma partida antes de anunciar sua aposentadoria, passando a ser apenas treinador da mesma agremiação.
Entre 2012 e 2013, comandou o Żurrieq e, desde 2014, é treinador do Marsa, clube da primeira divisão nacional.

## Carreira na seleção
Sua estreia com a camisa da Seleção Maltesa foi em 1987, contra a Suíça, pelas eliminatórias para a Eurocopa de 1988.
Com 122 partidas disputadas e 12 gols, Carabott é o segundo jogador com mais participações com a camisa dos Cavaleiros de São João, sendo considerado um dos melhores jogadores de futebol do país, ao lado de Carmel Busuttil e Michael Mifsud.

### Jogos e gols de Carabott pela Seleção Maltesa
| Seleção Maltesa | Seleção Maltesa | Seleção Maltesa |
| Ano             | Jogos           | Gols            |
| --------------- | --------------- | --------------- |
| 1987            | 3               | 0               |
| 1988            | 11              | 1               |
| 1989            | 13              | 1               |
| 1990            | 8               | 0               |
| 1991            | 1               | 0               |
| 1992            | 1               | 0               |
| 1993            | 3               | 0               |
| 1994            | 7               | 0               |
| 1995            | 7               | 1               |
| 1996            | 10              | 0               |
| 1997            | 7               | 0               |
| 1998            | 8               | 0               |
| 1999            | 10              | 4               |
| 2000            | 9               | 2               |
| 2001            | 8               | 2               |
| 2002            | 7               | 0               |
| 2003            | 7               | 1               |
| 2004            | 1               | 0               |
| 2005            | 1               | 0               |
| Total           | 122             | 12              |

## Títulos
Hibernians
- Campeonato Maltês: 1993–94, 1994–95
- Copa Maltesa: 1997–98
- Supercopa Maltesa: 1994

Marsaxlokk
- Campeonato Maltês: 2006–07

Valletta
- Campeonato Maltês: 2000–01
- Copa Maltesa: 2000–01
- Supercopa Maltesa: 2001

## Links
- David Carabott em National-Football-Teams.com
- Estatísticas da carreira no Soccerbase